# Хуэйшуй
Хуэйшу́й (кит. упр. 惠水, пиньинь Huìshuǐ) — уезд Цяньнань-Буи-Мяоского автономного округа провинции Гуйчжоу (КНР).

## История
Во времена империи Мин была образована Динфаньская область (定番州). После Синьхайской революции в Китае была проведена реформа структуры административного деления, в ходе которой области были упразднены, и поэтому в 1914 году Динфаньская область была преобразована в уезд Динфань (定番县).
В 1941 году уезд Динфань был переименован в Хуэйшуй.
После вхождения этих мест в состав КНР в 1950 году был создан Специальный район Гуйян (贵阳专区), и уезд вошёл в его состав. В 1952 году власти Специального района Гуйян переехали в уезд Гуйдин, и Специальный район Гуйян был переименован в Специальный район Гуйдин (贵定专区).
4 октября 1952 года уезд Хуэйшуй был преобразован в Хуэйшуй-И-Мяоский автономный район уездного уровня (惠水彝族苗族自治区). 27 июня 1954 года Хуэйшуй-И-Мяоский автономный район был переименован в Хуэйшуй-Буи-Мяоский автономный район (惠水布依族苗族自治区). 11 мая 1955 года Хуэйшуй-Буи-Мяоский автономный район был преобразован в Хуэйшуй-Буи-Мяоский автономный уезд (惠水布依族苗族自治县).
В 1956 году Специальный район Гуйдин был расформирован, и Хуэйшуй, вновь став обычным уездом, перешёл в состав нового Цяньнань-Буи-Мяоского автономного округа. В 1958 году он был передан под юрисдикцию властей Гуйяна, но в октябре 1963 года возвращён в состав Цяньнань-Буи-Мяоского автономного округа.

## Административное деление
Уезд делится на 2 уличных комитета и 8 посёлков.